# جیمنا
جیمنا (به لاتین: Gemena) یک شهر در جمهوری دموکراتیک کنگو است که در Sud-Ubangi واقع شده‌است. جیمنا ۱۳۸٬۵۲۷ نفر جمعیت دارد و ۵۵۵ متر بالاتر از سطح دریا واقع شده.